# Giovanni Battista Tortiroli
Giovanni Battista Tortiroli (Cremona, 1621 – 1651) è stato un pittore italiano.
Fu allievo del pittore manierista Andrea Mainardi, ma si trasferì a lavorare sia a Roma che a Napoli, e lì modificò il proprio stile. Giovanni Battista Lazzaroni fu suo allievo .